# Brigitte Ahrenholz
Brigitte Ahrenholz (Potsdam, 1952. augusztus 8. – Werder, 2018. április 7. előtt) olimpiai és világbajnok német evezős.

## Pályafutása
Az 1976-os montréali olimpián aranyérmes lett nyolcasban. 1971 és 1973 között egy világbajnoki arany, illetve egy-egy Európa-bajnok arany- és ezüstérmet nyert.

## Sikerei, díjai
- Olimpiai játékok
  - aranyérmes: 1976, Montréal (nyolcas)
- Világbajnokság
  - aranyérmes: 1974, Luzern (nyolcas)
- Európa-bajnokság
  - aranyérmes: 1973, Moszkva (kormányos négyes)
  - ezüstérmes: 1971, Koppenhága (nyolcas)